# 法拉盛大道車站 (BMT牙買加線)
法拉盛大道車站（英語：Flushing Avenue station）是美國紐約地鐵BMT牙買加線的慢車地鐵站，位於布魯克林法拉盛大道及百老匯，設有J線（任何時候停站）、M線（任何時候停站（深夜除外））、Z線（僅繁忙時段尖峰方向停站）列車服務。

## 車站結構
| P 月台層 | 側式月台 | 側式月台                                                                      |
| P 月台層 | 西行慢車 | ← 往寬街 (羅里默街) ← 平日往森林小丘-71大道，週末往埃塞克斯街 (羅里默街)      |
| P 月台層 | 尖峰快車 | ← 平日早上不停靠 ← 平日黃昏不停靠 →                                           |
| P 月台層 | 東行慢車 | → 往牙買加中心-帕森斯／射手 (默特爾大道) → → 往中村-大都會大道 (默特爾大道) → |
| P 月台層 | 側式月台 |                                                                               |
| M        | 夾層     | 閘機、車站詢問處、Metrocard自動售票機 升降機位於法拉盛大道及百老匯西南角      |
| G        | 街道層   | 出入口                                                                        |

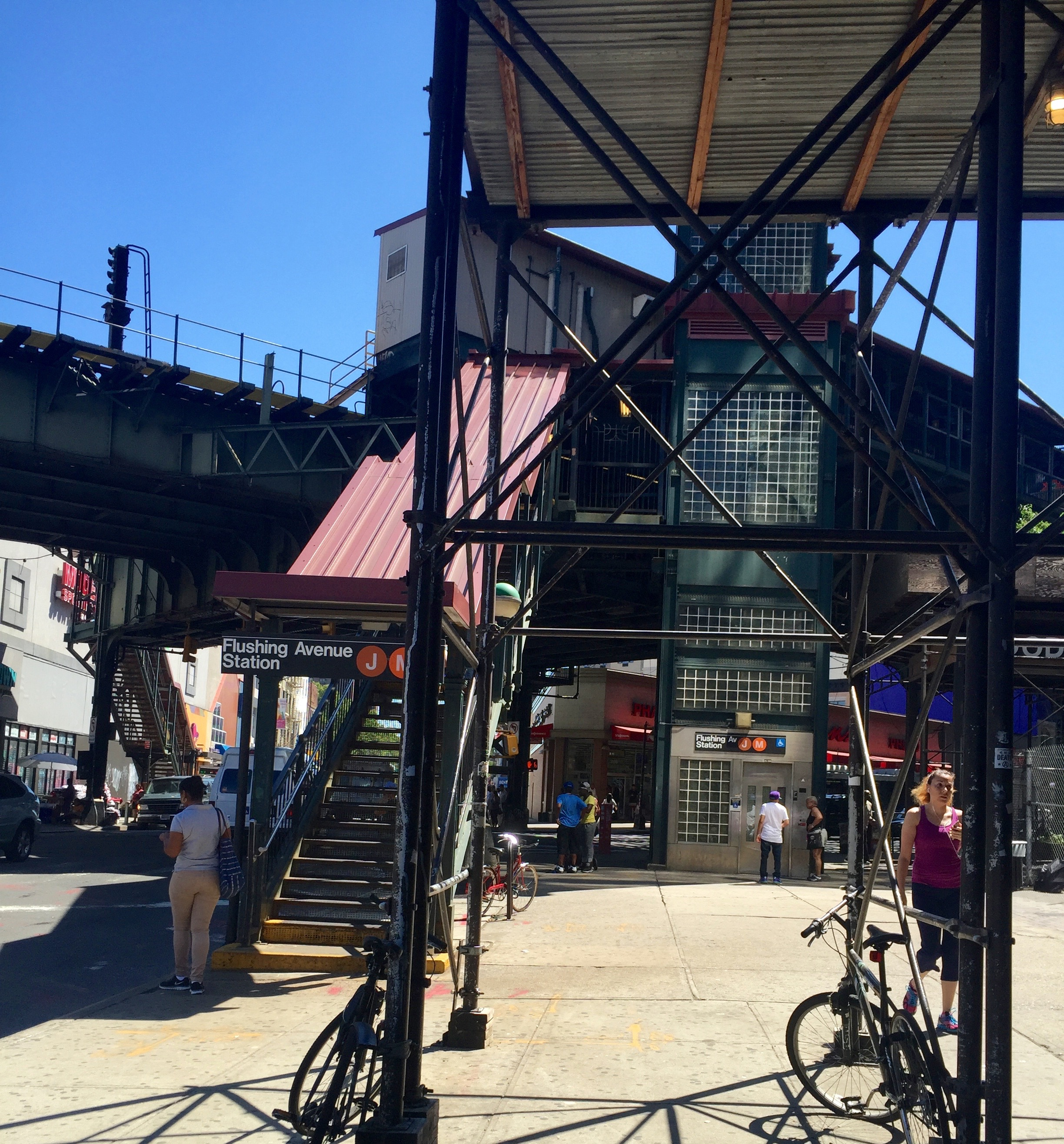
往街道的升降機及樓梯

此高架車站在1888年6月25日啟用，設有兩個側式月台和三條軌道。

## 外部連結
- nycsubway.org—BMT Jamaica Line: Flushing Avenue
- Station Reporter — J Train
- Station Reporter — M Train
- The Subway Nut — Flushing Avenue Pictures （页面存档备份，存于）
- MTA's Arts For Transit — Flushing Avenue (BMT Jamaica Line)
- Flushing Avenue entrance from Google Maps Street View
- Platforms from Google Maps Street View